# Grande Prêmio do Japão de 2017
Grande Prêmio do Japão de 2017 (formalmente denominado 2017 Formula 1 Japanese Grand Prix) é a décima sexta etapa da temporada de 2017 da Fórmula 1. Foi disputada em 8 de outubro de 2017 no Circuito de Suzuka, Suzuka, Japão.

## Relatório

### Treino Classificatório
Q1
O primeiro estágio do treino classificatório começou com os carros da Mercedes dando as cartas, sendo Hamilton o mais rápido, logo à frente de Bottas. O finlandês, que já tinha batido no terceiro treino livre, agora escapou na curva Degner e por muito pouco não atingiu as barreiras de proteção. Verstapppen, vindo de uma bela vitória na Malásia, voou com a RBR, marcando 1m29s181, tempo que lhe valeu a ponta da sessão. Mas não demorou muito para o líder do campeonato dar o troco, colocando a Mercedes #44 em primeiro lugar, anotando 1m29s047. Ainda deu tempo para Grosjean bater forte com a Haas, gerando uma bandeira vermelha que encerrou o treino com 1m18s para o final.
Eliminados: Romain Grosjean (Haas), Pierre Gasly (Toro Rosso), Lance Stroll (Williams), Marcus Ericsson (Sauber) e Pascal Wehrlein (Sauber).
Q2
Repetindo o desempenho soberbo da primeira parte, Hamilton foi mais uma vez o mais rápido, quebrando o recorde da pista com 1m27s819. Perseguindo o rival pelo título, Vettel foi o segundo, mais de meio segundo atrás do inglês da Mercedes. Bottas veio em terceiro, com Verstappen e Ricciardo na sequência. Destaque para Alonso, que no finalzinho conseguiu o décimo melhor tempo, avançando ao Q3 e deixando o companheiro de equipe Vandoorne fora, em 11º. Massa foi bem com a Williams e terminou em nono, se classificando para a última fase.
Eliminados: Stoffel Vandoorne (McLaren-Honda), Nico Hulkenberg (Renault), Kevin Magnussen (Haas), Jolyon Palmer (Renault) e Carlos Sainz Jr. (Toro Rosso).
Q3
Nada de novo no início do Q3. Hamilton tomou a ponta, melhorando ainda mais seu próprio tempo: 1m27s345. Vettel anotou a segunda melhor volta, pouco menos de meio segundo atrás do rival da Mercedes, enquanto Bottas era o terceiro. Sem a mesma competitividade vista em Sepang, as duas RBR tiveram que se contentar com o quarto e quinto lugares, Ricciardo e Verstappen respectivamente. No final, o líder do campeonato ainda conseguiu diminuir o tempo de volta, marcando 1m27s319, ao passo que Bottas superou Vettel para fechar em segundo. Massa terminou em nono com a Williams, sendo 1m29s480 seu melhor giro.

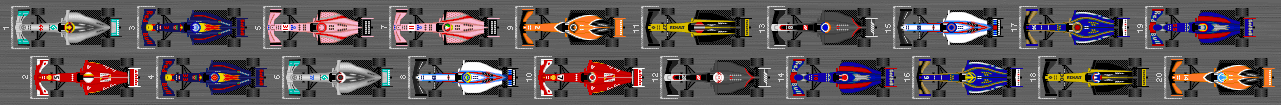
Grid de Largada

### Corrida
Lewis Hamilton saltou melhor que Sebastian Vettel e já foi trazendo o carro para dentro, na tentativa de neutralizar qualquer ataque posterior do alemão, que se conformou com a segunda colocação. Atrás dos dois, Max Verstappen partiu em linha reta e assim se foi até a curva 1. A tática deu certo e rendeu ao holandês a posição de Daniel Ricciardo, que acabou ficando refém de um atrevido Esteban Ocon, que ainda aprontaria nos metros seguintes. Mais atrás, Nico Hülkenberg também endureceu a disputa com Kimi Räikkönen, forçando o finlandês a escapar da pista e cair no pelotão. Ainda na largada, Carlos Sainz perdeu a traseira da Toro Rosso já na saída da primeira curva e foi parar na brita, abandonando em seguida, o que forçou a entrada do safety-car logo de cara. No entanto, pouco antes da intervenção do carro de segurança, Hamilton ainda conseguiu completar primeira volta em bandeira verde. Atrás dele, Vettel se via já sem potência - pouco antes da largada, a Ferrari precisou mexer no motor do carro, mas, até aquele momento, acredita-se que o problema havia sido resolvido - e foi perdendo posições, caindo para sexto.
Assim, a primeira volta tinha a seguinte ordem: Hamilton, Verstappen, Ocon, Ricciardo, Valtteri Bottas, Vettel, Sergio Pérez, Felipe Massa, Hülkenberg, Kevin Magnussen, Lance Stroll, Romain Grosjean, Pierre Gasly, Räikkönen, Jolyon Palmer, Marcus Ericsson, Fernando Alonso, Stoffel Vandoorne e Pascal Wehrlein. Enquanto isso, Sainz, com o carro na barreira de pneus, agradecia o tempo passado com a equipe italiana. O espanhol, a partir do GP dos EUA, já vai defender a Renault. O SC deixou a corrida na volta 3. E Hamilton novamente escapou na frente, trazendo Verstappen e Ocon. Mais atrás, Vettel vinha andando lento, lento, depois de escapar na curva Degner e ser ainda ultrapassado por Massa. Não demorou nada, e o tetracampeão acabou levando a Ferrari de volta aos boxes. Era o fim da corrida para o alemão. Minutos depois, a Ferrari explicou que uma falha na vela de ignição do motor havia provocado o abandono. Só que a corrida veria ainda uma nova paralisação na sequência. Na oitava passagem, Ericsson escapou também na Degner e foi parar lá na barreira de proteção, o que exigiu a ação do safety-car virtual para a retirada da Sauber do sueco. A interrupção durou apenas dois giros - tempo suficiente para a McLaren fazer a troca de pneus no carro de Vandoorne. Assim, na volta 10, Hamilton pode acelerar o Mercedes #44 novamente. Verstappen tentava acompanhar, enquanto Ocon perdeu posições para Ricciardo e Bottas nas duas passagens seguintes. Mais atrás, Räikkönen vinha escalando o pelotão. O finlandês levou dez voltas para alcançar a quinta colocação da prova.
Neste tempo, Massa aproveitou para ir aos boxes e buscar os pneus macios. Isso na volta 18. Ocon veio uma passagem depois. E Verstappen na seguinte - no retorno à pista, Max deu um chega para lá em Räikkönen para assumir o quarto posto. Hamilton, que havia construído uma vantagem de 5s ao longo da primeira parte da corrida, parou na volta 23. O pit-stop da Mercedes foi preciso e devolveu o tricampeão à frente do holandês, mas atrás de Ricciardo e Bottas - detalhe aqui é que Valtteri vinha ainda com os pneus macios em uma tática diferente da dos rivais. Räikkönen também estava na mesma situação. Mas o ferrarista foi aos boxes muito antes, no giro 29. Dessa forma, Ricciardo se tornou líder por algumas voltas até seu pit-stop na volta 26. Bottas virou líder, enquanto Hamilton e Verstappen em terceiro e quarto, respectivamente. O holandês, então, passou a andar mais rápido que o inglês. Aí Lewis começou a se queixar do ritmo mais lento do companheiro de equipe e pediu passagem. Foi prontamente atendido, enquanto o nórdico deu uma segurada no desempenho de Max. Assim foi até a parada do #77 na volta 33. Com tudo em ordem novamente, Hamilton comandava o pelotão e vinha tentando abrir vantagem para Verstappen. Ricciardo guiava em terceiro, logo à frente de Bottas, Räikkönen, Hülkenberg, Ocon, Pérez, Palmer, Massa, Magnussen, Grosjean, Gasly, Stroll, Alonso, Vandoorne e Wehrlein. Destes, apenas os dois pilotos da Renault seguiam sem paradas. E a volta era a 35 de 53.
Enquanto Hamilton vinha andando com uma diferença de 2s5 para Verstappen na ponta, Ricciardo surgia solitário em terceiro - o australiano tinha 10s de desvantagem para o companheiro de Red Bull, mas aparecia com a mesma marca à frente de Bottas, que tinha 6s de dianteira para Räikkönen, que também andava sozinho. Já Hülkenberg vinha travando uma dura batalha com Ocon, que só acabou com o pit-stop do alemão na volta 38 - mas a corrida do alemão acabou alguns giros depois por conta de uma falha na asa traseira. Pérez, Palmer, Massa e Magnussen fechavam o top-10. Sendo que o inglês da Renault puxava a disputa até o 13º, que era ocupado por Gasly, Mais distante, Alonso era o 14º, à frente de Stroll, Vandoorne e Werhlein. Na parte final da corrida, Stroll sofreu um furo no pneu direito dianteiro e passou reto no final dos esses. E por pouco não atingiu a Red Bull de Ricciardo. O canadense encostou o carro na área de escape, e a direção de prova precisou acionar o safety-car virtual na volta 47. A relargada aconteceu a três voltas do fim, e Hamilton se viu às voltas com retardatários, o que deu um certo ar de drama nos últimos giros, porque aí Verstappen aproveitou e tentou o ataque. Mas o inglês se defendeu bem e partiu para o triunfo. O oitavo do ano e o que o coloca mais perto do quatro mundial na F1.

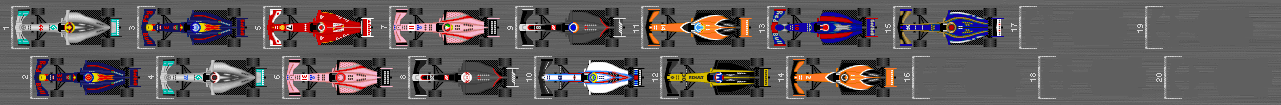
Resultado da corrida

## Pneus
| Nome do composto | Cor | Banda de rolamento | Condições de Tempo | Dry Type                           | Aderência      | Longevidade   |
| ---------------- | --- | ------------------ | ------------------ | ---------------------------------- | -------------- | ------------- |
| Super Macio      |     | Slick (P Zero)     | Seco               | Supersoft                          | Mais aderência | Menos durável |
| Macio            |     | Slick (P Zero)     | Seco               | Soft                               | Médio          | Médio         |
| Medio            |     | Slick (P Zero)     | Seco               | Medium                             | Médio          | Médio         |
| Intermediário    |     | Sulcos (Cinturato) | Molhado            | Intermediate (água não estagnante) | —              | —             |
| Chuva            |     | Sulcos (Cinturato) | Molhado            | Wet (água estagnante)              | —              | —             |

## Resultados

### Treino Classificatório
| Pos.                    | Nº | Piloto            | Construtor                | Q1       | Q2       | Q3       | Grid |
| ----------------------- | -- | ----------------- | ------------------------- | -------- | -------- | -------- | ---- |
| 1                       | 44 | Lewis Hamilton    | Mercedes                  | 1:29.047 | 1:27.819 | 1:27.319 | 1    |
| 2                       | 77 | Valtteri Bottas   | Mercedes                  | 1:29.332 | 1:28.543 | 1:27.651 | 6 2  |
| 3                       | 5  | Sebastian Vettel  | Ferrari                   | 1:29.352 | 1:28.225 | 1:27.791 | 2    |
| 4                       | 3  | Daniel Ricciardo  | Red Bull Racing-TAG Heuer | 1:29.475 | 1:28.935 | 1:28.306 | 3    |
| 5                       | 33 | Max Verstappen    | Red Bull Racing-TAG Heuer | 1:29.181 | 1:28.747 | 1:28.332 | 4    |
| 6                       | 7  | Kimi Räikkönen    | Ferrari                   | 1:29.163 | 1:29.079 | 1:28.498 | 10 5 |
| 7                       | 31 | Esteban Ocon      | Force India-Mercedes      | 1:30.115 | 1:29.199 | 1:29.111 | 5    |
| 8                       | 11 | Sergio Pérez      | Force India-Mercedes      | 1:29.696 | 1:29.343 | 1:29.260 | 7    |
| 9                       | 19 | Felipe Massa      | Williams-Mercedes         | 1:30.352 | 1:29.687 | 1:29.480 | 8    |
| 10                      | 14 | Fernando Alonso   | McLaren-Honda             | 1:30.525 | 1:29.749 | 1:30.687 | 20 3 |
| 11                      | 2  | Stoffel Vandoorne | McLaren-Honda             | 1:30.654 | 1:29.778 | —        | 9    |
| 12                      | 27 | Nico Hülkenberg   | Renault                   | 1:30.252 | 1:29.879 | —        | 11   |
| 13                      | 20 | Kevin Magnussen   | Haas-Ferrari              | 1:30.774 | 1:29.972 | —        | 12   |
| 14                      | 30 | Jolyon Palmer     | Renault                   | 1:30.516 | 1:30.022 | —        | 18 4 |
| 15                      | 55 | Carlos Sainz Jr.  | Toro Rosso-Renault        | 1:30.565 | 1:30.413 | —        | 19 1 |
| 16                      | 8  | Romain Grosjean   | Haas-Ferrari              | 1:30.849 | —        | —        | 13   |
| 17                      | 10 | Pierre Gasly      | Toro Rosso-Renault        | 1:31.317 | —        | —        | 14   |
| 18                      | 18 | Lance Stroll      | Williams-Mercedes         | 1:31.409 | —        | —        | 15   |
| 19                      | 9  | Marcus Ericsson   | Sauber-Ferrari            | 1:31.597 | —        | —        | 16   |
| 20                      | 94 | Pascal Wehrlein   | Sauber-Ferrari            | 1:31.885 | —        | —        | 17   |
| Tempo dos 107%:1:35.280 |    |                   |                           |          |          |          |      |
| Fonte:                  |    |                   |                           |          |          |          |      |

Notas
↑1  - Carlos Sainz Jr. (Toro Rosso) perder 20 posições do grid por uso adicional de um elemento da unidade de potência.
↑2  - Valtteri Bottas (Mercedes) perder 5 posições do grid por trocar de câmbio.
↑3  - Fernando Alonso (McLaren) perder 35 posições do grid por uso adicional de um elemento da unidade de potência.
↑4  - Jolyon Palmer (Renault) perder 20 posições do grid por uso adicional de um elemento da unidade de potência.
↑5  - Kimi Räikkönen (Ferrari) perder 5 posições do grid por trocar de câmbio.

### Corrida
| Pos.   | Nu. | Piloto            | Construtor           | Voltas | Tempo/Retirado  | Grid | Pontos |
| ------ | --- | ----------------- | -------------------- | ------ | --------------- | ---- | ------ |
| 1      | 44  | Lewis Hamilton    | Mercedes             | 53     | 1:27:31.194     | 1    | 25     |
| 2      | 33  | Max Verstappen    | Red Bull-TAG Heuer   | 53     | +1.211          | 4    | 18     |
| 3      | 3   | Daniel Ricciardo  | Red Bull-TAG Heuer   | 53     | +9.679          | 3    | 15     |
| 4      | 77  | Valtteri Bottas   | Mercedes             | 53     | +10.580         | 6    | 12     |
| 5      | 7   | Kimi Räikkönen    | Ferrari              | 53     | +32.622         | 10   | 10     |
| 6      | 31  | Esteban Ocon      | Force India-Mercedes | 53     | +1:07.788       | 5    | 8      |
| 7      | 11  | Sergio Pérez      | Force India-Mercedes | 53     | +1:11.424       | 7    | 6      |
| 8      | 20  | Kevin Magnussen   | Haas-Ferrari         | 53     | +1:28.953       | 12   | 4      |
| 9      | 8   | Romain Grosjean   | Haas-Ferrari         | 53     | +1:29.883       | 13   | 2      |
| 10     | 19  | Felipe Massa      | Williams-Mercedes    | 52     | +1 Volta        | 8    | 1      |
| 11     | 14  | Fernando Alonso   | McLaren-Honda        | 52     | +1 Volta        | 20   |        |
| 12     | 30  | Jolyon Palmer     | Renault              | 52     | +1 Volta        | 18   |        |
| 13     | 10  | Pierre Gasly      | Toro Rosso-Renault   | 52     | +1 Volta        | 14   |        |
| 14     | 2   | Stoffel Vandoorne | McLaren-Honda        | 52     | +1 Volta        | 9    |        |
| 15     | 94  | Pascal Wehrlein   | Sauber-Ferrari       | 51     | +2 Voltas       | 17   |        |
| Ret    | 18  | Lance Stroll      | Williams-Mercedes    | 45     | Suspensão       | 15   |        |
| Ret    | 27  | Nico Hülkenberg   | Renault              | 40     | DRS             | 11   |        |
| Ret    | 9   | Marcus Ericsson   | Sauber-Ferrari       | 5      | Spun off        | 16   |        |
| Ret    | 5   | Sebastian Vettel  | Ferrari              | 4      | Vela de ignição | 2    |        |
| Ret    | 55  | Carlos Sainz Jr.  | Toro Rosso-Renault   | 0      | Spun off        | 19   |        |
| Fonte: |     |                   |                      |        |                 |      |        |

## Curiosidade
- Última corrida de Jolyon Palmer.

## Voltas na Liderança
- Commons

| Nº de Voltas | Piloto           | Voltas           |
| ------------ | ---------------- | ---------------- |
| 48           | Lewis Hamilton   | (1-22) e (28-53) |
| 3            | Daniel Ricciardo | (23-25)          |
| 2            | Valtteri Bottas  | (26-27)          |

## 2017DHLFastest Pit Stop Award

### Resultado
| 1      | 33 | Max Verstappen    | Red Bull-TAG Heuer   | 2.29 | 25 |
| 2      | 44 | Lewis Hamilton    | Mercedes             | 2.33 | 18 |
| 3      | 18 | Lance Stroll      | Williams-Mercedes    | 2.42 | 15 |
| 4      | 77 | Valtteri Bottas   | Mercedes             | 2.43 | 12 |
| 5      | 8  | Romain Grosjean   | Haas-Ferrari         | 2.44 | 10 |
| 6      | 2  | Stoffel Vandoorne | McLaren-Honda        | 2.54 | 8  |
| 7      | 11 | Sergio Pérez      | Force India-Mercedes | 2.68 | 6  |
| 8      | 19 | Felipe Massa      | Williams-Mercedes    | 2.71 | 4  |
| 9      | 27 | Nico Hülkenberg   | Renault              | 2.83 | 2  |
| 10     | 20 | Kevin Magnussen   | Haas-Ferrari         | 2.84 | 1  |
| Fonte: |    |                   |                      |      |    |

### Classificação
| Tabela do DHL Fastest Pit Stop Award \| Pos \| Construtor \| Pontos \| Var \| \| --- \| -------------------- \| ------ \| --- \| \| 1 \| Mercedes \| 378 \| 0 \| \| 2 \| Williams-Mercedes \| 353 \| 0 \| \| 3 \| Red Bull-TAG Heuer \| 269 \| 0 \| \| 4 \| Ferrari \| 166 \| 0 \| \| 5 \| Force India-Mercedes \| 143 \| 0 \| \| 6 \| Toro Rosso \| 129 \| 0 \| \| \| Haas-Ferrari \| 129 \| 0 \| \| 8 \| McLaren-Honda \| 34 \| 0 \| \| 9 \| Renault \| 6 \| 0 \| \| 10 \| Sauber-Ferrari \| 1 \| 0 \| |                      |        |     |
| Pos | Construtor           | Pontos | Var |
| 1 | Mercedes             | 378    | 0   |
| 2 | Williams-Mercedes    | 353    | 0   |
| 3 | Red Bull-TAG Heuer   | 269    | 0   |
| 4 | Ferrari              | 166    | 0   |
| 5 | Force India-Mercedes | 143    | 0   |
| 6 | Toro Rosso           | 129    | 0   |
| | Haas-Ferrari         | 129    | 0   |
| 8 | McLaren-Honda        | 34     | 0   |
| 9 | Renault              | 6      | 0   |
| 10 | Sauber-Ferrari       | 1      | 0   |

## Tabela do campeonato após a corrida
Somente as cinco primeiras posições estão incluídas nas tabelas.
| Pos | Piloto           | Pontos | Var |
| --- | ---------------- | ------ | --- |
| 1   | Lewis Hamilton   | 296    | 0   |
| 2   | Sebastian Vettel | 247    | 0   |
| 3   | Valtteri Bottas  | 234    | 0   |
| 4   | Daniel Ricciardo | 192    | 0   |
| 5   | Kimi Räikkönen   | 148    | 0   |

| Pos | Construtor           | Pontos | Var |
| --- | -------------------- | ------ | --- |
| 1   | Mercedes             | 540    | 0   |
| 2   | Ferrari              | 395    | 0   |
| 3   | Red Bull-TAG Heuer   | 304    | 0   |
| 4   | Force India-Mercedes | 147    | 0   |
| 5   | Williams-Mercedes    | 66     | 0   |